# Segunda Avenida Noreste
La 2.ª Avenida Noreste (Segunda Avenida Noreste) es una importante avenida de la ciudad de Managua, Nicaragua, ubicada en el cuadrante noreste del antiguo casco urbano. Ha sido parcialmente fragmentada tras el terremoto de Managua de 1972, pero conserva segmentos que aún mantienen su numeración histórica.

## Trazado
Esta avenida se extiende desde el sector de la Antigua Estación del Ferrocarril de Managua, cruzando áreas próximas al Palacio de la Cultura, y continúa hacia el sur hasta alcanzar la Dupla Norte, una de las vías de circulación moderna de la ciudad. Su trazado ha sido interrumpido por diversos desarrollos urbanos y obras viales.

## Intersecciones principales
- 4.ª Calle Noreste
- 5.ª Calle Noreste
- Dupla Norte

## Barrios que atraviesa
- Centro histórico de Managua

## Historia
La 2.ª Avenida Noreste formaba parte del tejido urbano original de Managua antes del terremoto de 1972. Su cercanía al antiguo ferrocarril y a las zonas comerciales tradicionales le otorgaba importancia como vía de conexión entre los mercados y barrios residenciales.

## Coordenadas
- Punto norte: 12°08′50″N 86°15′20″O / 12.14722, -86.25556
- Punto sur: 12°07′55″N 86°15′15″O / 12.13194, -86.25417